# Cuscuta pedicellata
Cuscuta pedicellata là một loài thực vật có hoa trong họ Bìm bìm. Loài này được Ledeb. mô tả khoa học đầu tiên năm 1829.